# Fugletræk
Som fugletræk betegner man fuglenes årlige bevægelser mellem forskellige opholdssteder. Trækket sker ofte nord-syd ad bestemte ruter mellem fuglenes yngleområde og vinterkvarter. Fugletrækket er først og fremmest drevet af tilgængeligheden af føde og foregår især på den nordlige halvkugle. Her påvirkes trækfuglenes ruter af naturlige barrierer som Middelhavet eller Østersøen. Trækket er fysisk hårdt og indebærer mange farer som predation og jagt. Fugle, der ikke trækker, kaldes standfugle, mens strejffugle foretager kortere eller længere bevægelser uden en fast trækretning. Nogle strejffugle kan optræde i meget stort tal og kaldes da invasionsfugle. Mange fuglearter er kun delvist trækfugle, da kun en del af bestanden trækker, mens en anden del bliver. Flertallet af alle verdens fuglearter er trækfugle.
Et ekstremt eksempel er havternen, der kan yngle nær Arktis og overvintre ved Antarktis. Arten foretager normalt et årligt træk på cirka 34.000 kilometer. Nogle individer kan endda tilbagelægge over 80.000 kilometer årligt, hvad der svarer til at flyve to gange rundt om jorden.
Allerede for omkring 3.000 år siden omtaltes fugletræk af oldtidens grækere som Homer og Aristoteles samt i Jobs Bog. De omtalte trækfugle som storke, duer og svaler. I midten af 1700-tallet noteredes arternes forskellige ankomst- og afrejsetidspunkter til og fra deres yngleområder. Ved undersøgelser af fuglenes træk anvendes i dag ringmærkning, eller der anbringes satellitsendere på fuglene.

## Inddeling af fugletræk
Man skelner mellem forårstræk og efterårstræk:
- Forårstræk er det træk, som fuglene foretager for at komme fra vinterkvarter til yngleplads om foråret.
- Efterårstræk er træk fra yngleplads til vinterkvarter om efteråret.

De fugle, der forekommer i et bestemt område (fx Danmark), kan inddeles i faunistiske kategorier:
- yngletrækfugl yngler i området, men forlader det om vinteren.
- ynglestrejffugl yngler i området og forbliver der som regel om vinteren, men udvider sit udbredelsesområde ved større eller mindre omstrejfninger i alle retninger. Det ses fortrinsvis hos marine fugle.
- ynglestandfugl yngler i området og forbliver der om vinteren, og fjerner sig næppe langt fra ynglepladsen.
- sommergæst fuglens forårstræk afsluttes i området, hvor den oversomrer uden at yngle
- trækgæst fuglens forårs- og efterårstræk går gennem området, men både forår og efterår fortsætter den trækket uden at forblive i området hverken sommer eller vinter.
- vintergæst fuglens efterårstræk afsluttes i området, hvor den overvintrer.

Trækfugle inddeles efter, hvor langt de trækker, og hvad der får dem til at trække.
- Instinktfugle (langdistancetrækkere) som stork, landsvale, gøg og nattergal følger deres "instinkt", det vil sige en indre trækdrift, så længe denne trækdrift er til stede. Instinktfuglenes træk finder sted indenfor nogenlunde faste tidsrum både forår og efterår.
- Vejrfugle (kortdistancetrækkere) som stær, sanglærke og vibe trækker først væk, når vejret bliver for dårligt, eller deres fødekilder er udtømte. Danske kortdistancetrækkere trækker typisk ned langs Europas vestkyst til Storbritannien, Holland og Frankrig.

Forskellen mellem instinktfugle og vejrfugle er ikke helt klar. Instinktfugle kan i nogle tilfælde udsætte deres træk mod nord, hvis vejret er tilstrækkeligt dårligt.

## Fugletræk i Danmark
Som følge af de tydelige årstider på Danmarks breddegrader kan trækfugle her defineres som fugle, der forår og efterår foretager retningsbestemte træk mellem yngleområde og vinterkvarter. Danmark ligger centralt på trækruten for de skandinaviske trækfugle. Derfor findes mange gode træklokaliteter i og omkring Danmark og tiltrækker mange ornitologer.

### Forårstræk
De steder med flest trækfugle om foråret er på nordvendte landtanger og pynter, fx ved Skagen og Gilleleje. Fuglene samles her fordi mange (bortset fra vandfugle) helst undgår at flyve over vand. Det skyldes dels, at de ikke kan lande og hvile på havet, dels at mange fugle (specielt rovfugle og storkefugle) svæver på termiske opvinde for at spare på energien. Og der er ikke termiske opvinde over havet.
Vandfuglenes forårstræk kan opleves dels de samme steder som landfuglene, dels ved vestvendte pynter ved og lige efter stærk vestenvind som ved Blåvands Huk.
Forårstrækket kan indledes allerede midt i februar, hvor arter som allike og sanglærke kan ses. De første egentlige forårsbebudere er vibe, stor præstekrave og sangdrossel, der kan dukke op i slutningen af februar. I marts dominerer arter som musvåge, gråkrage, stær og bogfinke. De første langdistancetrækkere ses i april måned med arter som landsvale, stenpikker og gærdesanger. I midten af maj ankommer de sidste sangere som gulbug, havesanger og kærsanger. Forårstrækket ender i juni måned, hvor det første efterårstræk blandt vadefuglene begynder.

### Efterårstræk
De steder vi om efteråret kan opleve store koncentrationer af trækkende fugle er ved de sydvendte landtanger og pynter, fx Falsterbo i Skåne, Dueodde på Bornholm, Stigsnæs på Sjælland eller Østmøn.
Efterårstrækket bemærkes i Danmark allerede i juni, hvor vadefugle som sortklire og svaleklire begynder at passere landet i sydlig retning på deres vej mod vinterkvarteret. Hovedparten af de voksne vadefugle trækker i juli måned, mens de unge fugle følger efter i august, hvor også de fleste sangere forlader Danmark. De sidste langdistancetrækkere forsvinder i løbet af september. I oktober begynder vejrfugle som krager og duer at forlade landet i store flokke. Fugletrækket som helhed slutter hen i november.

### Overvintringsområde
Danmark er vinterkvarter for mange fugle fra Skandinavien som Musvåge, Sjagger, Kvækerfinke og mange andefugle. Nogle vintre kan der forekomme invasioner af arter som Silkehale og Nøddekrige.

## Trækmekanismer og adfærd
Det almindeligste er, at fuglenes træk går fra nord til syd og tilbage igen. Men i tørre områder sker et lignende regelmæssigt træk i forbindelse med regntid og tørtid. Visse arter der yngler i bjerge har også regelmæssige træk mellem forskellige højdeniveauer. Men flertallet af trækfugle ankommer hos os fra syd om foråret, for at opsøge ynglepladserne i nord. Efter afsluttet yngletid begynder de så trækket mod syd, for at ankomme til vinterkvarteret om efteråret. Jo større forskel der er i et områdes klima mellem de forskellige årstider, desto større er andelen af trækfugle. Andelen af trækfugle i middelhavsområdet er altså mindre end i Skandinavien, og andelen i troperne er endnu mindre.
Der findes forskellige mekanismer, der sætter trækadfærden i gang. Visse arter trækker altid omkring en bestemt dato, mens andre begynder deres træk, når vejret skifter. Trækadfærden påvirkes blandt andet af genetiske forhold, der styres hormonelt. Ændringen i antal soltimer per døgn er en mekanisme som påvirker fuglene til at begynde deres træk, ligesom den mindskede tilgang til føde. Det er dokumenteret, at mange mindre trækfugle bliver mere og mere nataktive hen på sensommeren i ugerne inden trækket. Der er også dokumenteret, at mange arter udviser såkaldt trækuro, hvilket ses i perioden inden trækket. Trækuroen viser sig ved en rastløs adfærd, hvor fuglen fortrinsvis bevæger sig i artens naturlige trækretning. De fleste mindre fugle trækker om natten og hviler om dagen. Et eksempel på en instinktfugl, der hovedsageligt styres af daglængden, er hvid vipstjert. Eksempler på vejrfugle, der ankommer så snart is og sne er begyndt at tø, er sanglærke, stær og vibe.
Under trækket samles fuglene ofte i store flokke, især hvor de skal passere åbent vand. Skagen eller Hyllekrog på Lolland er eksempler på sådanne steder i Danmark, både forår og efterår. Gibraltar og Malta er lignende steder ved Middelhavet. Også rovfugle som falke og høge optræder sådanne steder i stort tal.
Visse arter flyver i formation under trækket som V-formation (kileformation), der ses hos gæs og svaner. En almindelig misforståelse er, at sådan en kileformation har en ledergås forrest. Men fuglene skifter ofte plads.
Store og tunge fugle som rovfugle og traner behøver sollys og de derved opståede termikvinde ved deres træk. At svæveflyve på opadgående luftstrømme er meget energibesparende. Rent aerodynamisk er den flyvemåde betydeligt sværere for små fugle med små vinger. Tunge fugle kan desuden på grund af deres størrelse lagre større energireserver og kan med mindre risko for at opbruge dem trække over have eller ørkner med ingen eller ringe adgang til føde.
Unge fugle af floklevende arter må lære sig trækruterne af ældre fugle. Fx findes både unge og gamle i de store rastende flokke af traner ved Hornborgasjön forår og efterår. En del trækfugle kan flyve en uge i træk uden at lande.

## Nordatlantiske oscillation
Den nordatlantiske oscillation, der er defineret som forskellen i lufttryk mellem to målestationer på henholdsvis Azorerne og Island, er et atmosfærisk fænomen som påvirker vejret i bl.a. Vesteuropa. Når de atmosfæriske trykforskelle over Nordatlanten er store, bliver foråret varmere. Det fremskynder det nordgående træk til ynglepladserne for fuglearter, der især overvintrer i det vestlige og centrale Europa. Siden 1980'erne er der sket en generel øgning af den positive nordatlantiske oscillation, hvilket har ført til tidligere forår og tidligere forårstræk for kortdistancetrækkere.

## Energiforbrug
De lange træk kræver stor energi. Fx stiger stærens puls fra 300 til 700, når den flyver 40 km/t. Inden trækket tager fuglene på i vægt og opbygger et overskud af fedt. Under trækket forekommer økologiske barrierer som have, bjerge og ørkner. Eksempelvis passerer flertallet af de småfugle, der trækker til tropisk Afrika Sahara i en nonstopflyvning på cirka tre døgn. Andre flyver kun om natten og hviler om dagen, men generelt gennemfører fuglene denne passage uden hverken æde eller drikke. Undersøgelser har vist, at fuglene ikke blot nøjes med at leve af deres fedtreserver, men at nogle af deres organer bliver mindre under trækket. Det vil sige, at fuglene udnytter den bundne energi fra muskler, mave, lever og andre indre organer. På denne måde får fuglene både energi og en lavere vægt, hvilket gør flyvningen nemmere.
Under trækket lever fuglene af metabolisk vand, hvilket vil sige det vand, der frigøres som et biprodukt under stofskiftet, når det lagrede fedt forbrændes. Det største væsketab under flyvningen sker gennem udåndingsluften, mens fuglen taber meget lidt væske gennem sine ekskrementer.

## Orientering
Fugles orienteringsevne, det vil sige evnen til at finde vej, er genetisk betinget. Præcis hvordan fuglene orienterer sig er endnu ikke helt klarlagt, men man ved, at fugle anvender flere metoder som jordens magnetfelt, stjernebilleder, solens og månens stilling, polariseret lys og visuel hukommelse. Et flertal af store fugle som svaner og gæs må oplæres af deres forældre, for at kunne finde den rette trækrute mellem vinterkvarteret og ynglepladsen.

### Jordens magnetfelt
Trækfugle benytter sig af jordens magnetfelt for at kunne navigere. Ifølge visse studier har fuglene den evne at kunne lære sig, hvordan magnetfeltet ser ud i det øjeblik og på det sted, hvor de klækkes. Studierne viser også, at denne evne er en af årsagerne til, at de kan finde tilbage til samme sted. Selve evnen ligger genetisk indlejret hos arten, men derimod registreres og huskes magnetfeltet af hvert nyfødt individ.
Fuglene er således i stand til at opfatte de magnetiske feltlinjer, der krummer sig omkring og gennem jorden, omtrent i længdegradernes retning. Det, som de kan opfatte, er feltlinjernes inklination, det vil sige deres vinkel med jordoverfladen. Ved ækvator er denne inklination 0 grader, fordi feltlinjerne her løber parallelt med jordoverfladen, mens inklinationen ved de magnetiske poler er 90 grader. I Danmark er inklinationen cirka 70 grader. Jordens magnetfelt leder fuglene til den region (breddekreds), hvor de skal yngle om sommeren eller overvintre om vinteren. Magnetfeltet fluktuerer konstant. I løbet af jordens historie har polerne tilmed skiftet plads utallige gange.

### Polariseret lys
Fugle udnytter polariseret lys i deres navigation. Evnen til at se polariseret lys fra solen eller månen har en kompaslignende funktion. Når lyset brydes i jordens atmosfære dannes et mønster på himlen, der kan følges som et kompas. Dette mønster er også synligt, selvom lyskilden (solen eller månen) skulle være skjult bag skyer, vegetation eller bjerge.

### Visuel hukommelse
I området nær ynglepladsen eller i overvintringsområdet anvender fuglene sig af deres visuelle hukommelse af geografiske kendetegn som kystlinjer og lignende.

## Trækruter
De større fugle som storke, traner og rovfugle udnytter termik, som de svæver på med udbredte vinger i store skruer. Disse termikvinde dannes kun over landjorden, og de minimerer flyvning over åbent hav. Resultatet bliver, at større fugle som yngler i Europa på vej til og fra Afrika enten tager en vestlig eller østlig rute udenom Middelhavet, selvom strækningen forlænges. Småfugle kan derimod ikke svæve på samme måde og flyver en mere direkte vej over åbent hav. De forsøger at opsøge medvind ved at flyve i passende højde.

## Langdistancetrækkere
De fleste insektædende arter er langdistancetrækkere, der overvintrer i troperne. Fra et vestpalæarktisk perspektiv indebærer dette området syd for Sahara, mens det i nearktis indebærer tropisk Sydamerika. De fleste sangere tilhører denne gruppe ligesom hvepsevågen. Langdistancetrækkere, som yngler i Danmark ankommer, ofte senere på foråret end fugle som overvintrer i det sydlige eller vestlige Europa, da nogle af dem kan være nødt til at afpasse deres ankomst efter tilgængeligeheden af insekter.
Da trækket blandt instinktfugle fortsætter så længe trækdriften er til stede, kan det resultere i både forlænget træk og forkortet træk. Hvis trækdriften stadig findes hos fuglen, når den når yngleområdet, kan den fortsætte trækket mod nord. Det kan være årsag til, at arten udvider sit yngleområde. Omvendt forekommer forkortet træk ved ophør af trækdriften, inden fuglen har nået sit yngleområde. Den oversomrer som regel uden at yngle på det sted, som det forkortede træk har ført den til.

## Typer af fugletræk

### Nattræk og dagtræk
De fleste insektædende småfugle samt vadefugle og ænder trækker om natten. Dette har flere fordele. De kan da bruge dagen på at fouragere, og samtidig drager de fordel af at mørket yder dem beskyttelse mod naturlige fjender som rovfugle og at temperaturen er lavere om natten samt at vinden da ofte er mindre kraftig. Den lavere temperatur gør, at fuglene nemmere kan komme af med deres overskudsvarme uden et stort væsketab.
Dagtrækket består først på dagen af kragefugle, duer og finker. Senere begynder træk af rovfugle og andre, der udnytter solens opvarmning af jorden, hvilket kan give den eftertragtede termik for svæveflyvning. Dagtrækkende fugle trækker ofte højt, fordi temperaturen her er lavere. Ved 2000 meters højde er temperaturen f.eks. typisk 10° lavere end ved jordoverfladen. I modvind tvinges fuglene dog ned i lavere højder, hvor vindstyrken er mindre.

### Mellemtræk
Visse arter benytter sig af såkaldt mellemtræk, hvor trækket mod vinterkvarteret gennemføres af flere omgange. Efter det første mellemtræk kan fuglene gøre ophold for at fælde. Ofte besættes en arts sydlige yngleområder af nordligere populationer, så det ser ud som om arten slet ikke er på træk. Et eksempel på dette er stæren, hvor hele populationen i det sydlige Skandinavien trækker til Danmark og Tyskland i juli, straks efter Sankthans. Men allerede i juni er især ungfugle fra nordligere og østligere populationer ankommet til det sydlige Skandinavien for efter denne første etape at forblive her og fælde til første vinterdragt. Dette betyder, at trods hele den lokale ynglepopulation allerede forlod området i juli, så findes der nu andre stære i området, der først trækker væk i oktober.
Viben kan foretage et mellemtræk i en helt anden retning end det senere egentlige træk mod vinterkvarteret.

### Fældningstræk
Nogle fuglearter trækker til et bestemt område med gode føderesurser, for at fælde. De danske farvande udgør internationalt et meget vigtigt område for mange andefugle, f.eks. knopsvane, gravand, sortand, fløjlsand og edderfugl. De fælder ofte alle svingfjer på en gang, hvilket gør dem ude af stand til at flyve i en periode. Derfor trækker de til et område, hvor de kan fælde i fred og ro.

### Sløjfetræk
Når fugle trækker ad forskellige ruter til og fra vinterkvarteret, kaldes det sløjfetræk. Det ses f.eks. hos den sibiriske population af sortstrubet lom. Om efteråret trækker de direkte til Sortehavet, for at overvintre. Her overvintrer også sortstrubede lommmer fra den skandinaviske population, der er kommet ad en anden rute via Østersøen. På tilbagevejen om foråret følger de sibiriske fugle imidlertid de skandinaviske fugle et stykke af vejen, inden de via Østersøen på tværs af Finland og videre langs Ishavets kyst når til deres sibiriske ynglepladser. Søerne mellem Sortehavet og deres yngleområde er nemlig om foråret tilfrosne, så fuglene ikke kan foretage de nødvendige rast undervejs, hvis de vælger den direkte vej.

### Afdriftstræk
Ved kraftig vind kan trækfuglene blive blæst ud af kurs. Eksempelvis kan havfugle som almindelig skråpe, sule og kjover iagttages tæt på de danske kyster og komme ind i de indre danske farvande ved hård vestenvind. På samme måde kan østeuropæiske småfugle ved kraftig østenvind ses i Danmark om foråret. Det gælder arter som hvidhalset fluesnapper og lundsanger. Når vinden er stilnet af, foretager fugle på afdriftstræk ofte et såkaldt kompensationstræk.

### Abmigration
Abmigration ses hos andefugle, der finder deres mage i vinterkvarteret, hvor fugle fra vidt forskellige bestande mødes. Hvis to fugle, der kommer fra hver sit yngleområde danner par, vil hannen altid følge hunnen til hendes yngleområde. Der er altså her tale om abmigration for hannen, der ikke vender tilbage til sit oprindelige yngleområde, men trækker med hunnen i stedet.

### Returtræk og omvendt træk
Returtræk ses hos mange vejrfugle om foråret, hvis vejret pludselig skifter og bliver ugunstigt for fuglene. De trækker da i modsat retning af normalt for årstiden. Når vejret bedres genoptager de deres normale trækretning.
Indimellem ses hos unge fugle såkaldt omvendt træk. Dette ses kun om efteråret, hvor de unge fugle skal foretage deres første træk mod vinterkvarteret. Her kan de undertiden trække i den stik modsatte retning af det normale. Man mener, at dette skyldes en fejl i fuglenes orienteringsevne. Til forskel fra returtræk er det ikke kun et midlertidigt træk i den modsatte retning, men kan fortsætte i tusindvis af kilometer.